# Scleroderminae
Scleroderminae (лат.) — подсемейство мелких ос-бетилид. Крылья с сильно редуцированным жилкованием. Паразитоиды личинок жуков. Космополитная группа.

## Описание
Мелкие осы-бетилиды, встречаются макроптерные, микротптерные, брахиптерные и бескрылые формы. Жгутик усика из 8, 10 или 11 члеников. Нижнечелюстные пальпы с тремя-шестью сегментами, лабиальные пальпы с одним-тремя сегментами. Крылья с сильно редуцированным жилкованием. У крылатых форм передние крылья с отсутствующей жилкой Rs+M; метанотум не развит медиально и не перекрывает мезоскутеллум сзади; метасомальный сегмент II не отчетливо длинный; метапектально-проподеальный комплекс не вдавлен медиально, никогда не имеет задних шипов; тело не сильно ямчатое; мезоплеврон без транспистернальной линии; передние крылья макроптерных форм с передним щитком угловато изогнуты; перед птеростигмой костальная жилка обычно отсутствует; затылочный киль часто отсутствует.
Ужаления людей видами Sclerodermus были описаны во многих странах и регионах, на Балканах, в Китае, Конго, Франции, Италии, Греции, Испании, Швейцарии, Японии, Северной Африке, Сьерра-Леоне. Ужаления Cephalonomia gallicola были зарегистрированы в Японии и Южной Корее. Наиболее типичным симптомом укуса Sclerodermus является немедленное, интенсивное и постоянное болезненное ощущение, иногда связанное с чувством жжения. Предполагается, что причина, по которой обычно находят этих плоских ос в помещениях, заключается в том, что существует множество материалов, в которых могут обитать хозяева (личинки, питающиеся древесиной, и их куколочные стадии) этих ос.

## Классификация
Включает 22 рода, более 200 видов. Таксон был впервые описан в 1914 году (Kieffer 1914) в качестве трибы Sclerodermini в составе подсемейства Bethylinae. Берлан в 1928 году (Berland 1928) трактовал таксон в ранге отдельного подсемейства Scleroderminae. Говард Эванс в 1964 году (Evans 1964) не признал уровень подсемейства и рассматривал их снова в ранге трибы, но в составе подсемейства Epyrinae, а в 2013 году таксон снова повысили на уровень подсемейства (Alencar & Azevedo 2013).
- Sclerodermiini (Scleroderminae)[1][11]
  - Allobethylus Kieffer, 1905
    - = Nesepyris Bridwell, 1920

  - Alloplastanoxus Terayama, 2006
  - Alongatepyris Azevedo, 1992
  - Bethylopsis Fouts, 1939
  - Celonophamia Evans, 1973 (Cephalonomiini)
  - Cephalonomia Westwood, 1823 (34 вида, Cephalonomia pinkﬂoydi) (Cephalonomiini)
    - = Acephalonomia Strejček, 1989 (Cephalonomiini), Holopedina Foerster, 1850 (Cephalonomiini)

  - Chilepyris Evans, 1964
  - Discleroderma Kieffer, 1904[12]
  - Glenosema Kieffer, 1905
  - Israelius Richards, 1952
  - Lepidosternopsis Ogloblin, 1954
  - †Mael Colombo & Azevedo, 2021[13]
    - †Mael longiceps (Brues, 1923) (=Epyris longiceps)

  - Megaprosternum Azevedo, 2006[14]
  - Nothepyris Evans, 1973
  - Pararhabdepyris Gorbatovsky, 1995
  - Plastanoxus Kieffer, 1904 (Cephalonomiini)
  - Platepyris Lanes & Azevedo, 2008
  - Proplastanoxus Terayama, 2005
  - Prorops Waterston, 1923 (Cephalonomiini)
  - Sclerodermus Latreille, 1809
    - = Ateleopterus Förster, 1856
    - = Ateleopterus Ashmead, 1893 (Cephalonomiini)

  - Solepyris Azevedo, 2006
  - Thlastepyris Evans, 1973
  - Tuberepyris Lanes & Azevedo, 2008